# Manuel Pío Raso
Manuel Pío Raso fue un político y geólogo argentino, que ocupó el cargo de Gobernador de la provincia del Chubut entre 1965 y 1966, tras confirmarse la destitución del gobernador Roque González.

## Biografía
Era oriundo de Comodoro Rivadavia. Se casó con Ruth Quinti.
Fue elegido Intendente de Comodoro Rivadavia, pero las elecciones fueron anuladas por el presidente Arturo Frondizi en 1962.
Perteneció a la Unión Cívica Radical del Pueblo, habiendo sido electo Diputado provincial por aquel. Como tal votó por la destitución de González, y posteriormente fue ungido por la Legislatura del Chubut para completar el mandato de aquel, el 6 de noviembre de 1965, sin embargo, se vio interrumpido por la autoproclamada Revolución Argentina.